# Chmelnytskyj
Chmelnytskyj (ukrainska: Хмельницький lyssna (fil); ryska: Хмельницкий, Chmelnitskij; polska: Chmielnicki) är en stad i Podolien i västra Ukraina. Staden är belägen vid floden Södra Bug, cirka 280 kilometer sydväst om huvudstaden Kiev. Den är huvudort i Chmelnytskyj oblast. Chmelnytskyj beräknades ha 274 452 invånare i januari 2022. Staden har flygplats, belägen 8 kilometer sydväst om staden.

## Historia
Staden grundades 1493 som Proskuriv (ryska: Proskurov). Den fick stadsrättigheter 22 september 1937. Den döptes om till Chmelnytskyj 1954 i samband med trehundraårsjubileet av Fördraget i Perejaslav, ett avtal som förhandlades fram av Bohdan Chmelnytskyj.